# Контролер аплікації (шаблон проєктування)
Контролер аплікації (англ. Application Controller) — шаблон проєктування, який дозволяє керувати порядком роботи аплікації залежно від стану.

## Опис
Контролери сторінки відповідають за представлення сторінки користувачеві. При збільшені складності логіки аплікації вибір представлення дублюється в різних контролерах. Якщо логіка вибору представлення проста (інакше кажучи, якщо користувач може відкривати сторінки у довільному порядку), контролери сторінок являються самодостатніми, та не потребують змін. У випадку коли порядок відображення сторінок має значення в залежності від стану об'єкту, варто змінювати логіку.
Щоб запобігти повторам, необхідно винести логіку керування потоком виконання аплікації в окремий клас. В такому випадку контролери сторінок запитують контролери аплікації за операції, які варто виконати над моделлю та за представлення, яке необхідно відобразити користувачу.

## Реалізація
Змоделюємо доменну область електронних черг. Нехай необхідно забронювати час на прийом до лікаря. Тоді потік виконання програми можна описати наступними кроками
Бронювання часу
1. При спробі забронювати час можливий перехід в один із наступних станів:
  1. Стан помилки. На даний момент немає доступний вільних місць, час забронювати не вдалось.
  2. Підтвердження бронювання. Вільні місця є, час забронювати можна, необхідне підтвердження.

Підтвердження бронювання
Стан при якому користувач отримує повідомлення із кодом підтвердження.
1. При підтверджені бронювання можливий перехід в один із наступних станів:
  1. Стан помилки. Введений код не вірний.
  2. Час заброньовано. Введений код вірний, бронювання підтверджено та створено.

Опишемо операції над моделлю предметної області у вигляді команд.
```
interface
 
IReadOnlyState

{

	
object
 
GetModel
();

	
string
 
GetViewName
();

}

interface
 
IState
 
:
 
IReadOnlyState

{

	
IState
 
Execute
();

}

class
 
CreateReservationState
 
:
 
IState

{

	
public
 
IState
 
Execute
()

	
{

	 	
// перевірка наявності місць

		
if
 
(
new
 
Random
().
NextDouble
()
 
<
 
0.25
)

		
{

			
return
 
new
 
ErrorState
();

		
}

		

		
return
 
new
 
ConfirmReservationState
();

	
}

	

	
public
 
object
 
GetModel
()
 
=>
 
new
 
ReservationViewModel
();

	
public
 
string
 
GetViewName
()
 
=>
 
"CreateReservationPage"
;

}

class
 
ConfirmReservationState
 
:
 
IState

{

	
public
 
IState
 
Execute
()
 

	
{
	

		
// перевірка коду

		
if
 
(
new
 
Random
().
NextDouble
()
 
<
 
0.25
)

		
{

			
return
 
new
 
ErrorState
();

		
}

		

		
return
 
new
 
ReservationCreatedState
();

	
}

	
public
 
object
 
GetModel
()
 
=>
 
new
 
ConfirmReservationViewModel
();

	
public
 
string
 
GetViewName
()
 
=>
 
"ConfirmPage"
;

}

class
 
ReservationCreatedState
 
:
 
IState

{

	
public
 
IState
 
Execute
()
 
=>
 
null
;

	
public
 
object
 
GetModel
()
 
=>
 
new
 
ReservationCreatedViewModel
();

	
public
 
string
 
GetViewName
()
 
=>
 
"SuccessPage"
;

}

class
 
ErrorState
 
:
 
IState

{

	
public
 
IState
 
Execute
()
 
=>
 
null
;

	
public
 
object
 
GetModel
()
 
=>
 
new
 
ErrorViewModel
();

	
public
 
string
 
GetViewName
()
 
=>
 
"ErrorPage"
;

}

```

Тоді контролери матимуть наступний вигляд:
```
class
 
ApplicationController

{

	
private
 
readonly
 
Stack
<
IState
>
 
_history
 
=
 
new
 
Stack
<
IState
>
();
	

	

	
public
 
ApplicationController
()

	
{

		
_history
.
Push
(
new
 
CreateReservationState
());

	
}

	

	
public
 
IReadOnlyState
 
GetNextView
()

	
{

		
// зміна стану

		
var
 
state
 
=
 
_history
.
Peek
();

		

		
var
 
nextState
 
=
 
state
.
Execute
();

		
if
 
(
nextState
 
!=
 
null
)
 
_history
.
Push
(
nextState
);

		

		
return
 
state
;

	
}

	

	
public
 
string
 
GoBack
()

	
{

		
return
 
_history
.
Pop
().
GetViewName
();

	
}

}

class
 
ReservationController

{

	
private
 
readonly
 
ApplicationController
 
_applicationController
 
=
 
new
 
ApplicationController
();
	

	

	
public
 
ViewResult
 
PressButton
()

	
{

		
var
 
state
 
=
 
_applicationController
.
GetNextView
();

		

		
return
 
View
(
state
.
GetViewName
(),
 
state
.
GetModel
());

	
}

}

```